# Korejski zaljev
Korejski zaljev se nalazi sjeverno od Žutog mora, između Kine i Sjeverne Koreje. Zapadno od njega se nalazi Bohajsko more, a razdvaja ih Bohajski tjesnac. U Korejski zaljev se ulijeva rijeka Yalu, koja je karakteristična po tome da čini granicu između Kine i Sjeverne Koreje.